# 马特劳诺瓦克
马特劳诺瓦克（匈牙利語：Mátranovák），是匈牙利诺格拉德州所辖的一个村。总面积26.97平方公里，总人口1773，人口密度65.7人/平方公里（2011年1月1日）。